# Apocheiridium cavicola
Espèce
Apocheiridium cavicola est une espèce de pseudoscorpions de la famille des Cheiridiidae.

## Distribution
Cette espèce est endémique de l'île de l'Ascension. Elle se rencontre dans la grotte Ravin Cave.

## Description
La carapace du mâle holotype mesure 0,34 mm de long sur 0,32 mm.

## Publication originale
- Mahnert, 1993 : Pseudoskorpione (Arachnida: Pseudoscorpiones) von Inseln des Mittelmeers und des Atlantiks (Balearen, Kanarische Inseln, Madeira, Ascension), mit vorwiegend subterraner Lebensweise. Revue Suisse de Zoologie, vol. 100, no 4, p. 971-992 (texte intégral).